# Mario Alesini
Mario Alesini (Varese, 17 dicembre 1931 – Bologna, 2 agosto 2001) è stato un cestista italiano.

## Palmarès
- Campionato italiano: 2

Virtus Bologna: 1954-55, 1955-56